# Isabel Franco Carmona
Isabel Franco Carmona (Sevilla, 27 de novembre de 1985) és una política espanyola, diputada per Huelva al Congrés durant la XI i XII legislatura.

## Biografia
És diplomada en Relacions Laborals, llicenciada en Ciències del Treball per la Universitat de Sevilla i posseeix un màster en Estudis Avançats en Treball i Ocupació per la Universitat Complutense de Madrid. També compta amb formació en Anàlisi i Avaluació de Polítiques Públiques. Ha treballat com a assessora laboral, administrativa laboral i formadora per a aturats en autoocupació i igualtat de gènere. Forma part del Sindicat de Treballadors d'Andalusia.
Com a militant de Podem, és part del Consell Ciutadà Estatal i del Consell Ciutadà de Sevilla. Al desembre de 2015 va formar part de les llistes al Congrés i va ser triada diputada per Huelva, sent reelegida en 2016.